# Spoor (scheikunde)
Met een spoor wordt – hoofdzakelijk in de analytische scheikunde – geduid op een zeer kleine hoeveelheid van een bepaalde stof of een bepaald element.
Een echte conventionele grens bestaat er niet, maar bij concentraties van 100 ppm of minder kan van een spoor worden gesproken. De precieze definiëring is meestal afhankelijk van de context waarin het begrip gehanteerd wordt. Een voorbeeld is het menselijk lichaam: naast zeer abundante elementen (zoals koolstof, waterstof, stikstof, zuurstof, calcium en fosfor) komen ook sporenelementen voor, zoals beryllium, wolfraam, zilver, goud, radium, thorium en uranium.
De detectie van sporen kan geschieden middels technieken zoals atomaire-emissiespectrometrie, UV/VIS-spectroscopie en verschillende soorten molecuulspectroscopie. De bepaling van het relatieve gehalte (de hoeveelheid) gebeurt meestal met behulp van massaspectrometrie.